# Grillopark
Koordinaten: 51° 28′ 27,3″ N, 6° 51′ 32,8″ O

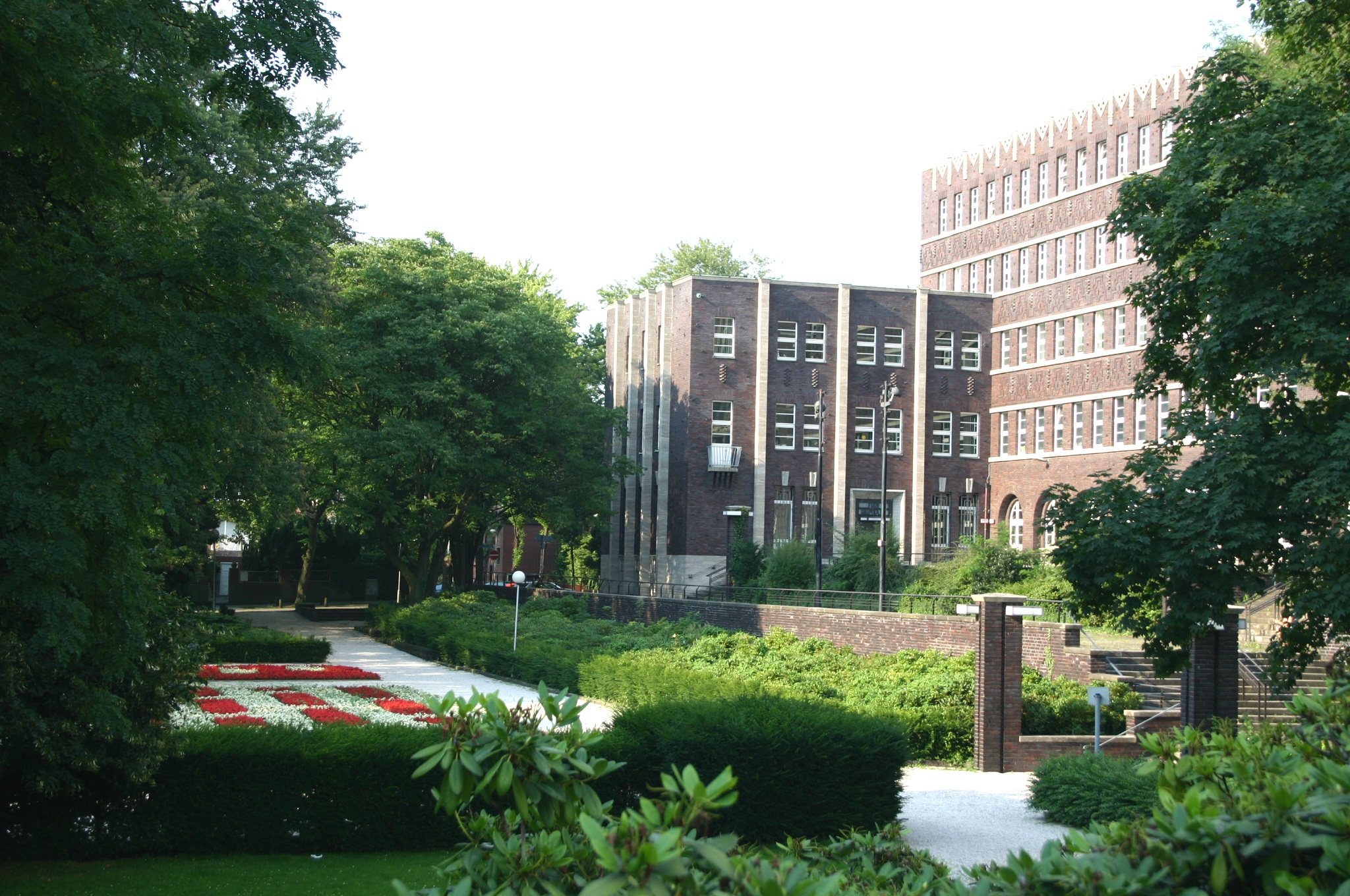
Blumenbeete im Grillopark mit Treppen zum Rathaus (2008)

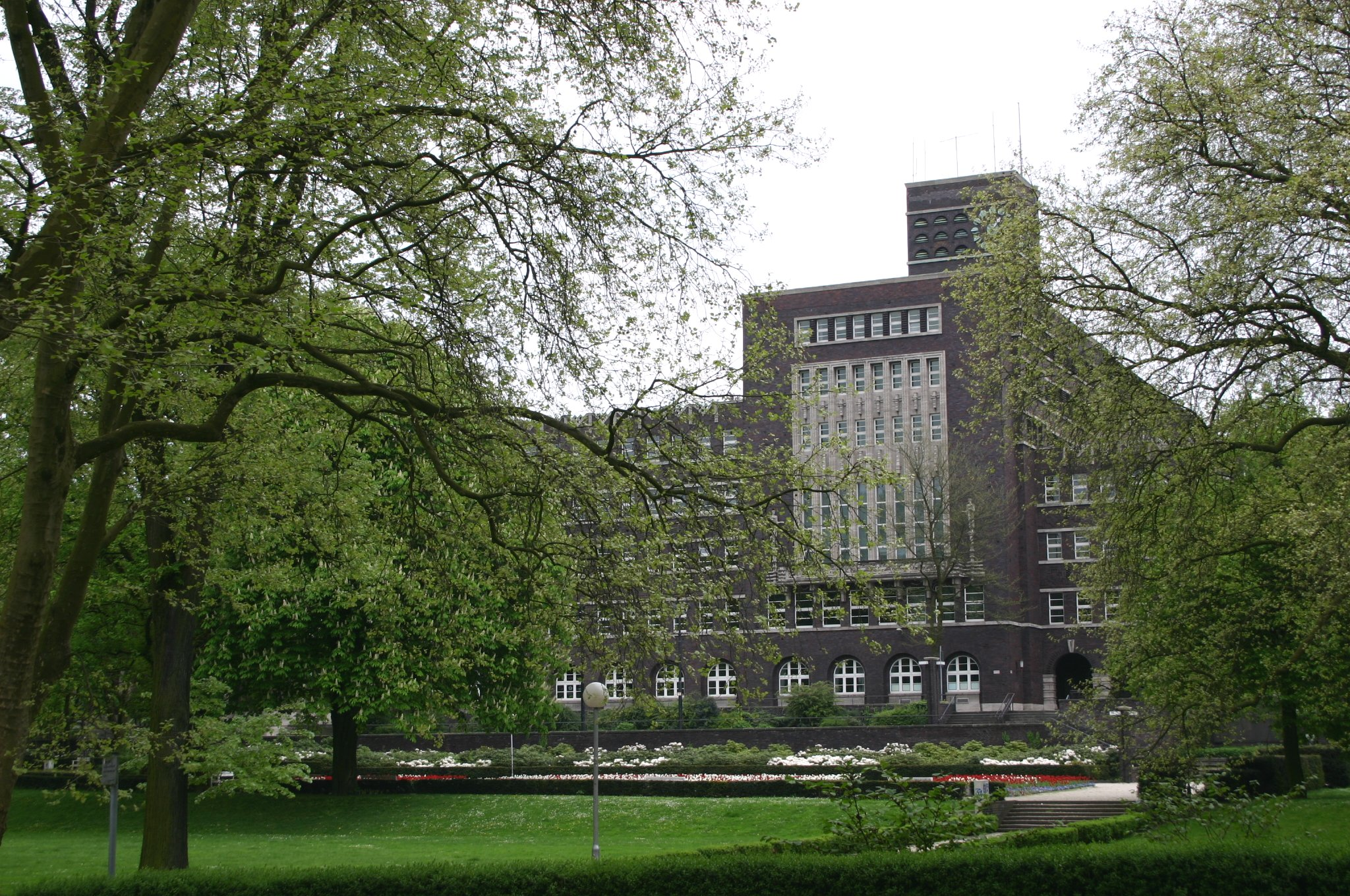
Blick über den Park (2009)

Der Grillopark ist eine vor dem Rathaus Oberhausen gelegene Parkanlage in der Innenstadt von Oberhausen.
Direkt der Westfront des Rathauses vorgelagert und mit diesem über Freitreppen und Terrassen verbunden zeigt der Park seit 2003 wieder seine ursprünglichen streng geometrischen Strukturen als „Garten der Moderne“. Er wurde 1930 zusammen mit dem Rathaus in dieser Form gestaltet und spiegelt dessen lineare und rechtwinkelige Formen wider.
1887 hatte an dieser Stelle der Unternehmer Wilhelm Theodor Grillo eine wildromantische, verwinkelte Gartenanlage mit Teich auf einer ehemaligen Kies- und Sandgrube anlegen lassen. Nach dessen Tode 1889 wurde die Gartenanlage an den Fabrikanten Terlinden verkauft, der sie 1904 für 144.000 Mark an die Stadt Oberhausen weiterverkaufte.